# Dikili, Almus
Dikili là một thị trấn thuộc huyện Almus, tỉnh Tokat, Thổ Nhĩ Kỳ. Dân số thời điểm năm 2011 là 895 người.